# Witnica
Witnica (udtale: [vitˈnit͡sa]; tysk: Vietz in Ostbrandenburg) er en by og en kommune (Gmina) i det vestlige Polen, der ligger midt i voivodskabet Lubusz (Województwo lubuskie) og har 6.524(2021) indbyggere og et areal på	8,21 km². Den er en del af powiatet (amt) Gorzów.
Byen ligger i det historiske Lubusz Land. Byens navn stammer fra polsk ordene wić eller witka, der betyder en pilekvist eller en type pil.

## Historie
Sammen med Lubusz Land var det en del af middelalder Kongeriget Polen, og senere var det også under Brandenburg, Bøhmen, Preussen, og mellem 1871 og 1945 var det en del af Tyskland, beliggende i Provinsen Brandenburg i Fristaten Preussen. Tyskerne bragte under Anden Verdenskrig polske krigsfanger til tvangsarbejde i byen.

## Galleri
- Vor frue kirke
- Rådhus
- Det gule palads (Żółty Pałacyk)
- Et gammelt byhus og Witnica-bryggeriet (Browar Witnica)